# Robert Greacen
Robert Greacen (* 24. Oktober 1920 in Derry, Nordirland; † 13. April 2008 in Dublin, Irland) war ein irischer Dichter und Essayist.
Robert Greacen wuchs in Belfast und im County Monaghan auf. Nach dem Besuch der methodistischen Schule in Belfast studierte er am Trinity College in Dublin. Bereits während seines Studiums veröffentlichte er seine ersten Gedichte und Essays.
Er lebte nach dem Studium lange Jahre in London und war als Journalist sowie in der Erwachsenen-Weiterbildung tätig. 1949 war er zusammen mit Valentin Iremonger Herausgeber des „Faber Book of Contemporary Poetry“. Er war Mitglied von Aosdána, einer auf 250 Mitglieder beschränkten irischen Künstlervereinigung.
Robert Greacen wurde 1995 mit dem „Irish Times Literature Prize For Poetry“ für seine Collected Poems 1944–1994 ausgezeichnet.